# Daichi Suzuki (Fußballspieler)
Daichi Suzuki (japanisch 鈴木 大馳 Suzuki Daichi; * 8. November 2006 in der Präfektur Aichi) ist ein japanischer Fußballspieler.

## Karriere
Daichi Suzuki erlernte das Fußballspielen in der Jugend von Sagan Tosu. Die erste Mannschaft spielte in der ersten Liga, der J1 League. Sein Erstligadebüt für den Verein aus Tosu gab Daichi Suzuki als Jugendspieler am 5. Oktober 2024 (33. Spieltag) im Auswärtsspiel gegen den FC Tokyo. Bei dem 1:1-Unentschieden wurde er in der 84. Minute für Akito Fukuta eingewechselt. In der Spielzeit 2024 bestritt er als Jugendspieler vier Erstligaspiele. Am Ende der Saison 2024 belegte er mit Sagan Tosu den letzten Tabellenplatz und musste somit in die zweite Liga absteigen. Nach dem Abstieg unterschrieb er am 1. Februar 2025 bei Sagan seinen ersten Profivertrag.